# Route européenne 67
Pour les articles homonymes, voir E67 et Route 67.
La route européenne 67 (E67) aussi appelée Via Baltica est une route reliant Helsinki à Prague en passant par Tallinn, Riga et Varsovie. Cet itinéraire, d'une longueur totale de 1 673 km, traverse six pays : la Finlande, l'Estonie, la Lettonie, la Lituanie, la Pologne et la Tchéquie. L'une des principales liaisons vers les pays baltes, le développement de cette voie routière avec des fonds européens importants fait l'objet d'une forte opposition,.

## Tracé

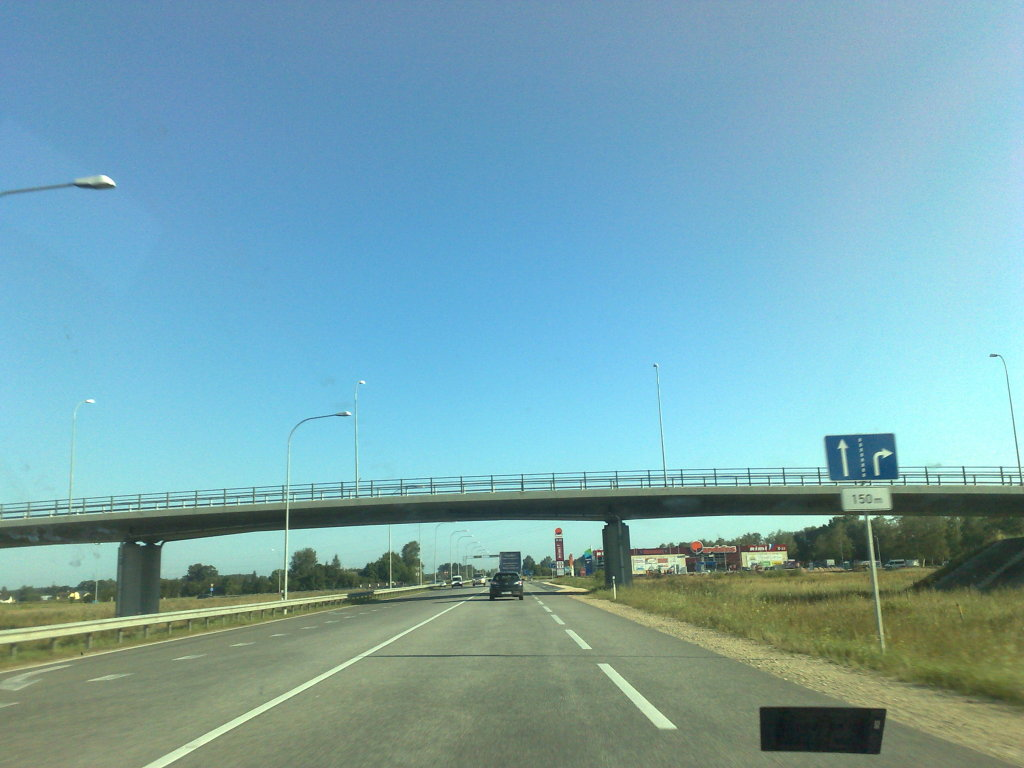
E67: La route nationale A1 près de Ādaži en Lettonie.

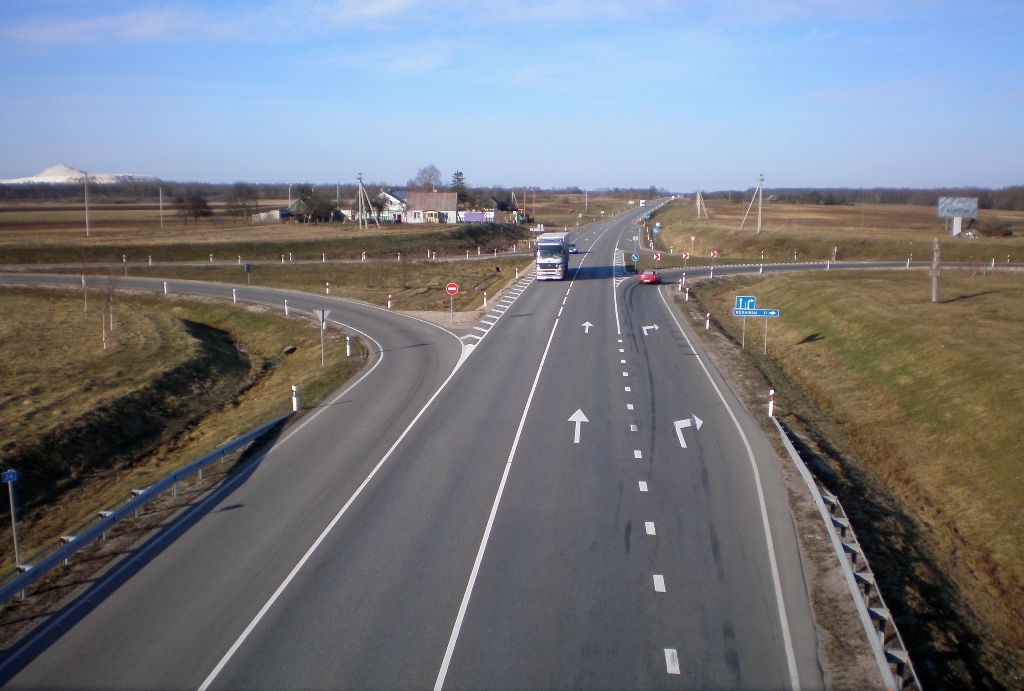
E67: La Via Baltica près de Nociūnais en Lituanie.

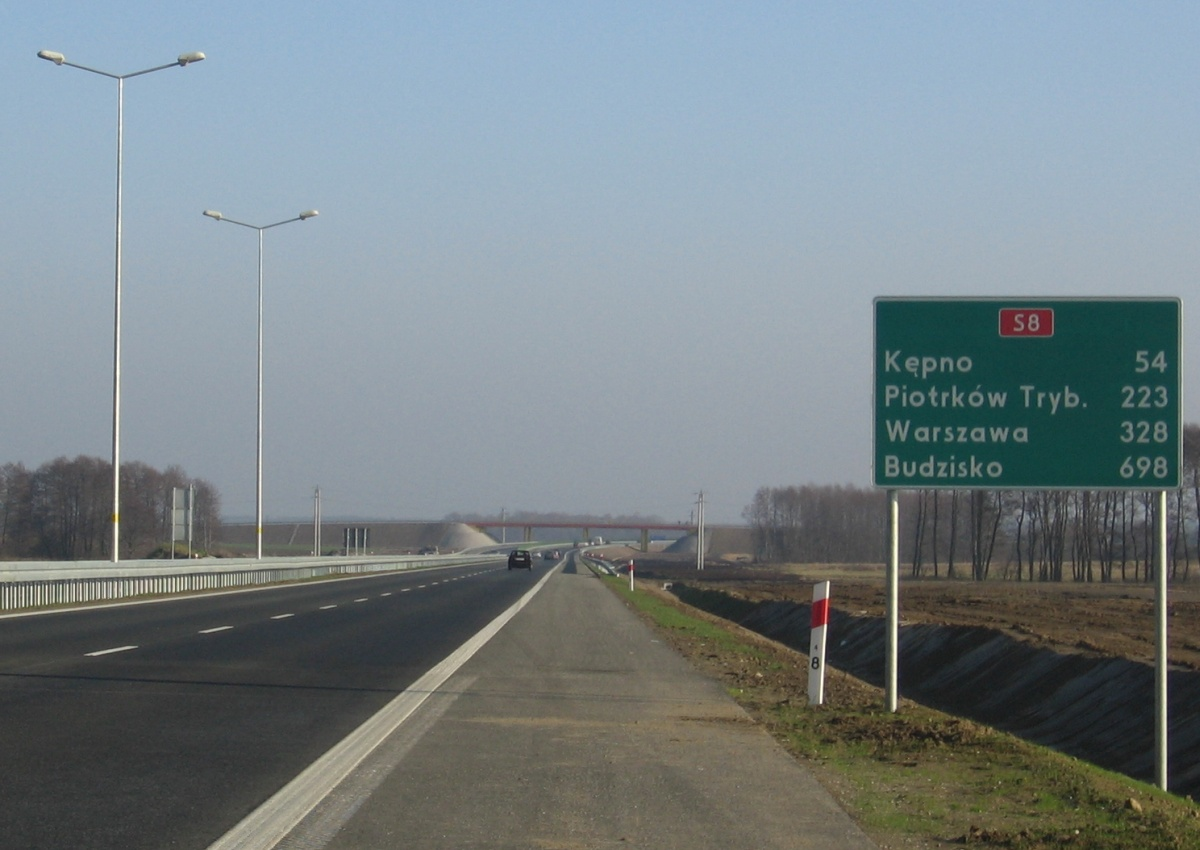
E67: La Voie rapide S8 à Oleśnica en Pologne.

La route européenne E67 emprunte les itinéraires suivants,,:

### Finlande
| (Auto)route | Tracé    | Villes traversées | Routes européennes croisées |
| ----------- | -------- | ----------------- | --------------------------- |
|             | Helsinki |                   | E12 · E18 · E75             |

### Estonie
| (Auto)route | Tracé                 | Villes traversées | Routes européennes croisées |
| ----------- | --------------------- | ----------------- | --------------------------- |
|             | Entre Tallinn et Ikla | Märjamaa, Pärnu   | à Tallinn                   |

### Lettonie
| (Auto)route | Tracé                   | Villes traversées | Routes européennes croisées |
| ----------- | ----------------------- | ----------------- | --------------------------- |
|             | Entre Ainaži et Riga    | Saulkrasti        |                             |
|             | Autour de Riga          | Ādaži, Ķekava     | E22 · E77                   |
|             | Entre Riga et Grenctāle | Bauska            |                             |

### Lituanie
| (Auto)route | Tracé                       | Villes traversées | Routes européennes croisées |
| ----------- | --------------------------- | ----------------- | --------------------------- |
|             | Entre Saločiai et Panevėžys |                   | à Panevėžys                 |
|             | Entre Panevėžys et Babtai   |                   |                             |
|             | Entre Babtai et Kaunas      |                   | en commun à Kaunas          |
|             | Entre Kaunas et Kazlavas    | Marijampolė       | à Marijampolė               |

### Pologne
| (Auto)route | Tracé                                   | Villes traversées                            | Routes européennes croisées |
| ----------- | --------------------------------------- | -------------------------------------------- | --------------------------- |
|             | Entre Podwojponie et Raczki             | Suwałki                                      |                             |
|             | Entre Raczki et Białystok               | Augustów                                     |                             |
|             | Entre Białystok et Piotrków Trybunalski | Ostrów Mazowiecka, Varsovie, Rawa Mazowiecka | à Varsovie                  |
|             | Entre Piotrków Trybunalski et Sieradz   | Łódź-sud, Tuszyn                             | en commun                   |
|             | Entre Sieradz et Kudowa-Zdrój           | Kępno, Wrocław, Kłodzko                      | à Wrocław                   |

### Tchéquie
| (Auto)route | Tracé                   | Villes traversées | Routes européennes croisées |
| ----------- | ----------------------- | ----------------- | --------------------------- |
|             | Entre Náchod et Jaroměř |                   |                             |
|             | Entre Jaroměř et Prague | Hradec Králové    | à Hradec Králové à Prague   |